# CATSPER4
CATSPER4 (англ. Cation channel sperm associated 4) – білок, який кодується однойменним геном, розташованим у людей на короткому плечі 1-ї хромосоми.  Довжина поліпептидного ланцюга білка становить 472 амінокислот, а молекулярна маса — 54 092.
| 10         |  | 20         |  | 30         |  | 40         |  | 50         |
| ---------- |  | ---------- |  | ---------- |  | ---------- |  | ---------- |
| MRDNEKAWWQ |  | QWTSHTGLEG |  | WGGTQEDRMG |  | FGGAVAALRG |  | RPSPLQSTIH |
| ESYGRPEEQV |  | LINRQEITNK |  | ADAWDMQEFI |  | THMYIKQLLR |  | HPAFQLLLAL |
| LLVINAITIA |  | LRTNSYLDQK |  | HYELFSTIDD |  | IVLTILLCEV |  | LLGWLNGFWI |
| FWKDGWNILN |  | FIIVFILLLR |  | FFINEINIPS |  | INYTLRALRL |  | VHVCMAVEPL |
| ARIIRVILQS |  | VPDMANIMVL |  | ILFFMLVFSV |  | FGVTLFGAFV |  | PKHFQNIQVA |
| LYTLFICITQ |  | DGWVDIYSDF |  | QTEKREYAME |  | IGGAIYFTIF |  | ITIGAFIGIN |
| LFVIVVTTNL |  | EQMMKAGEQG |  | QQQRITFSET |  | GAEEEEENDQ |  | LPLVHCVVAR |
| SEKSGLLQEP |  | LAGGPLSNLS |  | ENTCDNFCLV |  | LEAIQENLRQ |  | YKEIRDELNM |
| IVEEVRAIRF |  | NQEQESEVLN |  | RRSSTSGSLE |  | TTSSKDIRQM |  | SQQQDLLSAL |
| VSMEKVHDSS |  | SQILLKKHKS |  | SH         |  |            |  |            |

A: Аланін

C: Цистеїн

D: Аспарагінова кислота

E: Глутамінова кислота

F: Фенілаланін

G: Гліцин

H: Гістидин

I: Ізолейцин

K: Лізин

L: Лейцин

M: Метіонін

N: Аспарагін

P: Пролін

Q: Глутамін

R: Аргінін

S: Серин

T: Треонін

V: Валін

W: Триптофан

Кодований геном білок за функціями належить до іонних каналів, потенціалзалежних каналів, білків розвитку. 
Задіяний у таких біологічних процесах як транспорт іонів, транспорт, диференціація, сперматогенез, транспорт кальцію. 
Білок має сайт для зв'язування з іоном кальцію. 
Локалізований у клітинній мембрані, мембрані, клітинних відростках, війках.